# Specialty Records
Specialty Records var ett amerikanskt skivbolag, startat som Juke Box Records 1946 men senare omdöpt av ägaren Art Rupe. Skivbolaget var inriktat på rhythm & blues, blues, gospel och tidig rock & roll. De största producenterna för märket var Art Rupe, Robert "Bumps" Blackwell, Johnny Vincent och JW Alexander.
Specialty hade också hade två musikförlag, Venedig Music och Greenwich Music
1991 såldes skivbolaget till Fantasy Records och ingår nu i Concord Music Group, medan förlagsdelen övertogs av Sony / ATV Music PublishingÚ.